# Ганзен, Петер Андреас
Петер Андреас Ганзен (нем. Peter Andreas Hansen; 8 декабря 1795, Тённер в Шлезвиге — 28 марта 1874, Гота) — немецкий астроном.
Член Саксонской академии наук (1846), иностранный член Лондонского королевского общества (1835), член-корреспондент Берлинской академии наук (1832), Петербургской академии наук (1833), Парижской академии наук (1843).

## Биография
Семейные обстоятельства (отец был золотых дел мастер) не позволяли молодому Ганзену предаться всецело изучению любимой им науки — математики, он должен был заниматься ею урывками; с любовью также посвящал Ганзен своё свободное время изучению языков и изготовлению различных физических приборов. Не имея возможности продолжать свои любимые занятия, Ганзен поступил к часовых дел мастеру в Фленсбурге, откуда в 1818 году переехал в Берлин, где в течение года продолжал изучение часового искусства.
Вернувшись на родину, он открыл мастерскую часов. В 1820 году Ганзен получил возможность отправиться в Копенгаген к Шумахеру для изучения математики и астрономии, и с 1821 года он сделался его постоянным сотрудником по градусному измерению в Голштинии; в 1825 году был приглашен директором обсерватории в Готу на место Энке; здесь Ганзен оставался до своей смерти в 1874 году.
В Готе Ганзен построил в 1857 году новую обсерваторию.
Кроме теории возмущений, Ганзен занимался теорией инструментов (гелиометра, экваториала, пассажного инструмента), геодезией, диоптрикой и теорией вероятностей.
Практическому таланту Ганзена негде было развернуться, хотя и на такой скромной обсерватории, как готская, он ввёл различные усовершенствования в астрономические инструменты. Астрономы Ауверс, Вагнер (бывший вице-директор пулковской обсерватории), Гулд, Повальки, Цех и др. — ученики Ганзена.

## Признание
Выдающиеся работы Ганзена доставили ему славу не только на родине, но и за границей. В 1846 году он был сделан членом Королевского саксонского общества наук, в 1865 году — членом Берлинской академии наук.
В 1935 году в честь Ганзена назван кратер на видимой стороне Луны.

## Труды
Из работ Ганзена особенного внимания заслуживают:
- работы по теории возмущений в движении планет и комет, в частности:
  - «Auseinandersetzung einer zweckm ässigen Methode zur Berechnung der absoluten Störungen der kleinen Planeten»
  - «Darlegung der theoretischen Berechnung der in den Mondtafeln angewandten Stö rungen»
- результат его исследований движения Луны — «Таблицы Луны, построенные по принципам Ньютоновского всемирного тяготения» (фр. Tables de la Lune, construites d’après le principe Newtonien de la gravitation universelle), напечатанные в 1857 году. Астрономы того времени полагали, что теория движения Луны завершена! Но по прошествии примерно декады С. Ньюкомом было установлено, что подобный оптимизм безоснователен: отклонения между вычислениями и наблюдениями лунных координат росли со скоростью, доказывающей, что необходимо дальнейшее уточнение теории. На протяжении некоторого времени теория Ганзена использовалась с поправками, внесенными Ньюкомом (в номере Навигационного Альманаха за 1883 г.), но в конце концов (в начале 20-го века) была заменена теорией движения луны Брауна.
- Таблицы Солнца, изданные Ганзеном совместно с Кристианом Олуфсеном в 1853 году, долго были тоже в употреблении и лишь в самом конце XIX века заменены более точными, вычисленными Леверье.